# Manuel Riesco Larraín
José Manuel Riesco Larraín (Santiago, 29 de octubre de 1947) es un ingeniero civil industrial chileno; magíster en Economía de la Universidad de Chile con estudios de doctorado en Economía Política en el Instituto de Ciencias Sociales de la Academia de Ciencias de Rusia.Para más información sobre su trayectoria y publicaciones, visite su sitio oficial.

Ha desarrollado una carrera académica e intelectual, siendo fundador y actual vicepresidente del Centro de Estudios Nacionales de Desarrollo Alternativo CENDA, ha participado en procesos políticos y gremiales en Chile, y tiene publicaciones en temas tributarios y económicos, entre otros. Además, fue investigador externo del Instituto de Investigaciones de las Naciones Unidas para el Desarrollo Social (UNRISD) entre 2003 y 2007, y consultor del Programa de las Naciones Unidas para el Desarrollo (PNUD) en 2002.

## Biografía
Proveniente de una acomodada familia santiaguina, en su juventud fue un destacado dirigente estudiantil en el período de la reforma universitaria. Asimismo, fue presidente del Centro de Estudiantes de Ingeniería entre 1969-1970, vicepresidente de la Federación de Estudiantes de la Universidad de Chile (FECH), durante 1971-1972 y Consejero Superior de la misma casa de estudios en 1971-1972. Además participó en el movimiento estudiantil católico como presidente de la Parroquia Universitaria (1968), inició el movimiento de estudiantes que trabajaron y vivieron en comunidades en barrios populares. Fue fundador del MAPU y la Unidad Popular (1969) y participó activamente en la campaña de Salvador Allende, ingresando a las Juventudes Comunistas (JJ.CC.) en 1972.
Sancionado con suspensión de la universidad tras el golpe militar, logró ser reincorporado y completó sus estudios en Chile en 1977, obtuvo el grado de licenciado en ciencias de la ingeniería y el título de ingeniero civil industrial de la Universidad de Chile, además del grado de máster en economía en la misma casa de estudios. Desarrolló una distinguida carrera profesional como ingeniero consultor para numerosas empresas e instituciones y fue pionero en la introducción de la informática computacional, por ello fue elegido consejero regional del Colegio de Ingenieros de Chile en 1987. En 1985 realizó estudios de doctorado en Economía Política en el actual Instituto de ciencias sociales de la Academia de las Ciencias de Rusia. Su trabajo de tesis, "Desarrollo de Capitalismo en Chile bajo Pinochet"/, fue publicado en Chile en 1988 por el Instituto de Ciencias Alejandro Lipschutz.
Fue un importante dirigente de la Juventudes y miembro del Comité Central del Partido Comunista de Chile durante la dictadura, asumió responsabilidades en el movimiento clandestino de resistencia. En 1985 fue uno de los integrantes del grupo político Intransigencia Democrática. Fue fundador y vicepresidente del Partido Amplio de Izquierda Socialista (1988) y candidato a Diputado (1989), alcanzando la segunda mayoría en el Distrito 18 (16,67 %). Sin embargo, quedó fuera del parlamento. Ha sido uno de los principales gestores de la reunificación de la izquierda chilena durante la transición trabajando constantemente en esa dirección, conjuntamente con los principales dirigentes de todos los partidos y movimientos de izquierda y ecologistas.

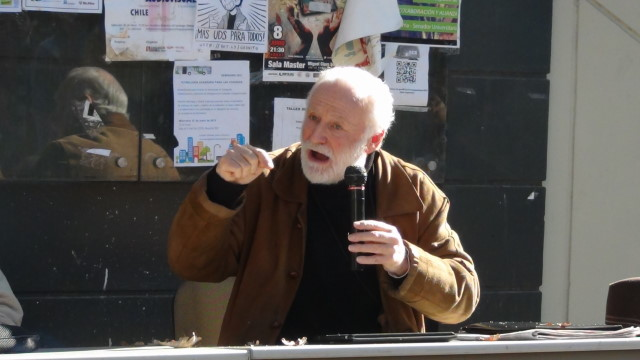
Riesco en 2012.

Entre 1994 y 1996, se desenvuelve en el negocio de las AFP como miembro del directorio de la desaparecida AFP Futuro. En 1995 fundó y asumió la vicepresidencia del Centro de Estudios Nacionales de Desarrollo Alternativo, CENDA.  Luego, en 2000, se inició como director de la escuela de Ingeniería Comercial de la Universidad de Arte y Ciencias Sociales (ARCIS), puesto que ocuparía hasta 2003. En 2004 asumió como miembro de la Fundación para la Superación de la Pobreza, cargo que ocupa hasta hoy. Posteriormente, en 2005, se presentaría como candidato a Senador por la Circunscripción 8 por el pacto Juntos Podemos Más, obteniendo el 4,56 % de las preferencias. En 2006 integró el Consejo Asesor Presidencial para la Calidad de la Educación, luego de la revolución pingüina.
Entre 2008 y 2009 fue profesor asociado de la Universidad Diego Portales. En 2010 asumió como profesor en la Facultad de Economía y Negocios de la Universidad de Chile.

## Controversias
El 14 de agosto de 2021 en su cuenta de Twitter emitió un comentario en apoyo al avance de los talibanes en Afganistán, recibiendo una ola de comentarios negativos en su contra por su postura a favor de este grupo terrorista y de las violaciones a los Derechos Humanos que se les atribuyen, principalmente hacia las mujeres.

## Historial electoral

### Elecciones parlamentarias de 1989
- Elecciones parlamentarias de 1989, por el Distrito 18 (Cerro Navia, Lo Prado y Quinta Normal), Región Metropolitana[9]

| Candidato                     | Pacto                          | Partido | Votos  | %     | Resultado |
| ----------------------------- | ------------------------------ | ------- | ------ | ----- | --------- |
| Hernán Bosselin Correa        | Concertación por la Democracia | PDC     | 76.105 | 37,04 | Diputado  |
| Manuel Riesco Larraín         | Unidad para la Democracia      | PAIS    | 34.256 | 16,67 |           |
| Andrés Sotomayor Mardones     | Democracia y Progreso          | RN      | 28.114 | 13,68 | Diputado  |
| Rene Solano Valdés            | Democracia y Progreso          | UDI     | 23.726 | 11,55 |           |
| Antonio Román Bustamante      | Unidad para la Democracia      | PAIS    | 15.008 | 7,30  |           |
| Hugo Larraguibel Mordojovich  | Liberal-Socialista Chileno     | ILE     | 9.453  | 4,60  |           |
| Ana L'Homme Ungerer           | Concertación por la Democracia | LV      | 8.504  | 4,14  |           |
| Humberto Muñoz Muñoz          | Liberal-Socialista Chileno     | ILE     | 4.319  | 2,20  |           |
| Aquiles Petit Ramírez         | Alianza de Centro              | ILD     | 3.091  | 1,50  |           |
| Ricardo Roberto Muñoz Miranda | Alianza de Centro              | ILD     | 2.884  | 1,40  |           |

### Elecciones parlamentarias de 2005
- Elecciones parlamentarias de 2005, para la Circunscripción 8, Santiago Oriente[10]

| Candidato                 | Pacto                    | Partido | Votos   | %     | Resultado |
| ------------------------- | ------------------------ | ------- | ------- | ----- | --------- |
| Soledad Alvear Valenzuela | Concertación Democrática | PDC     | 582 117 | 43,81 | Senadora  |
| Pablo Longueira Montes    | Alianza                  | UDI     | 318 434 | 23,97 | Senador   |
| Lily Pérez San Martín     | Alianza                  | RN      | 261 663 | 19,69 |           |
| Gonzalo Martner Fanta     | Concertación Democrática | PS      | 75 513  | 5,68  |           |
| Manuel Riesco Larraín     | Juntos Podemos Más       | PC      | 60 589  | 4,56  |           |
| Efrén Osorio Jara         | Juntos Podemos Más       | PH      | 30 338  | 2,28  |           |

### Elecciones parlamentarias de 2017
- Elecciones parlamentarias de 2017 a diputado por el Distrito 6 (Cabildo, Calle Larga, Catemu, Hijuelas, La Calera, La Cruz, La Ligua, Limache, Llay Llay, Los Andes, Nogales, Olmué, Panquehue, Papudo, Petorca, Puchuncaví, Putaendo, Quillota, Quilpué, Quintero, Rinconada, San Esteban, San Felipe, Santa María, Villa Alemana y Zapallar).[11]

| Candidato                     | Pacto                    | Partido | Votos  | %     | Resultado |
| ----------------------------- | ------------------------ | ------- | ------ | ----- | --------- |
| Andrés Longton Herrera        | Chile Vamos              | RN      | 38 874 | 10,67 | Diputado  |
| Pablo Kast Sommerhoff         | Chile Vamos              | IND-EVO | 28 465 | 7,81  | Diputado  |
| Marcelo Schilling Rodríguez   | La Fuerza de la Mayoría  | PS      | 20 072 | 5,51  | Diputado  |
| Luis Pardo Sáinz              | Chile Vamos              | RN      | 15 725 | 4,32  | Diputado  |
| Camila Flores Oporto          | Chile Vamos              | RN      | 15 283 | 4,19  | Diputada  |
| Carolina Marzán Pinto         | La Fuerza de la Mayoría  | PPD     | 14 422 | 3,96  | Diputada  |
| Daniel Verdessi Belemmi       | Convergencia Democrática | PDC     | 11 571 | 3,18  | Diputado  |
| Christian Urízar Muñoz        | La Fuerza de la Mayoría  | PS      | 11 232 | 3,08  |           |
| Gustavo Alessandri Balmaceda  | Chile Vamos              | IND-UDI | 9893   | 2,72  |           |
| Diego Ibáñez Cotroneo         | Frente Amplio            | PH      | 9185   | 2,52  | Diputado  |
| Marianella Benavides Cárdenas | Frente Amplio            | PH      | 8537   | 2,34  |           |
| Mario Fuentes Romero          | Convergencia Democrática | PDC     | 8009   | 2,20  |           |
| Pedro Ávila Silva             | La Fuerza de la Mayoría  | PRSD    | 7601   | 2,09  |           |
| Waleska Castillo López        | Convergencia Democrática | PDC     | 7370   | 2,02  |           |
| Manuel Riesco Larraín         | La Fuerza de la Mayoría  | PCCh    | 3237   | 1,02  |           |